# Osso penico

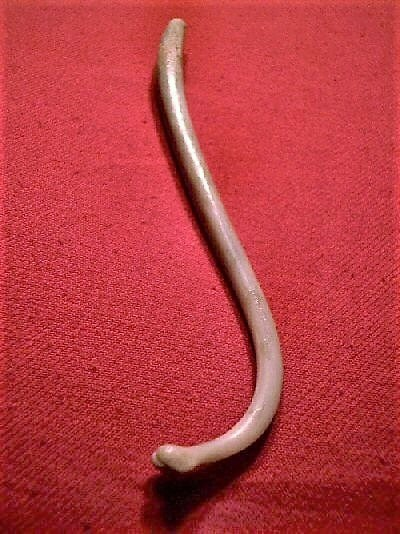
Baculum di Procione.

Il baculum (detto anche osso penico o osso penieno) è un osso che si trova nel pene di molti mammiferi placentati. È assente nell'uomo, ma è presente in altri primati, come il gorilla e lo scimpanzé. L'osso è situato nell'uretra maschile e favorisce il rapporto sessuale mantenendo la rigidità durante la penetrazione. L'omologo femminile nei mammiferi è il baubellum o osso clitorideo, un osso situato nel clitoride.

## Etimologia
In latino il significato originale della parola baculum è "bastone" o "verga".

## Funzione
Il baculum è usato nella copula, e varia in forma e dimensione tra le specie, tanto che in base alle sue caratteristiche si possono differenziare specie dai caratteri simili. Quest'osso consente a un maschio di accoppiarsi con la femmina per lungo tempo, sistema che risulta vantaggioso in alcuni tipi di accoppiamento.

## Presenza nei mammiferi

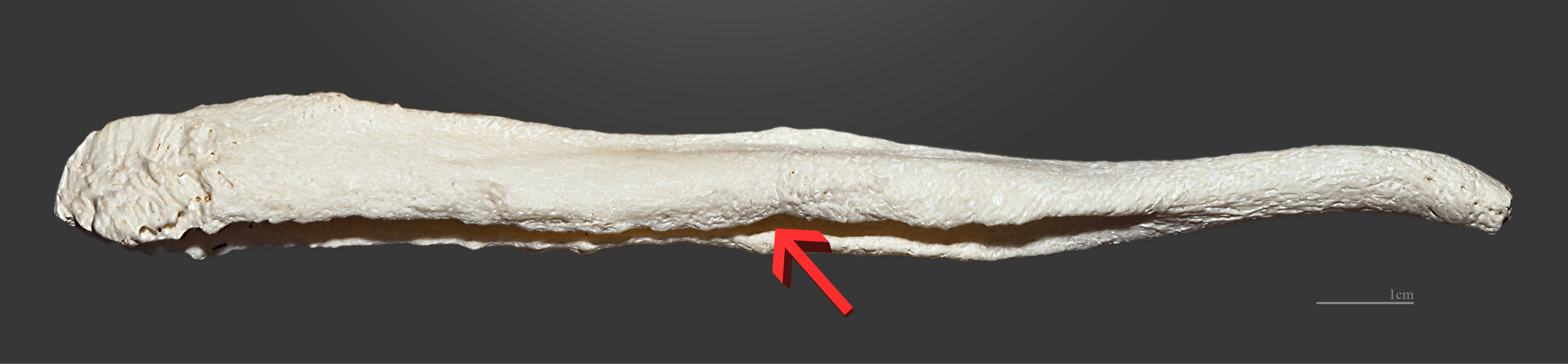
Osso penico o penieno di cane. La freccia indica il solco uretrale.

I mammiferi che presentano l'osso penico (nei maschi) e l'osso clitorideo (nelle femmine), includono vari euplacentati:
- Ordine dei primati, tranne che nell'uomo e nella scimmia ragno.[8]
- Ordine dei Rodentia (roditori),[9].
- Ordine degli Insectivora (insettivori), inclusi toporagni e ricci.
- Ordine dei Carnivora,[10] inclusi i membri delle famiglie Ursidi (orsi),[11] Felidi (gatti), Canidi (cani),[12] Pinnipedi (trichechi, foche, leoni marini),[2] Procionidi (procioni),[13] Mustelidi (lontre, donnole, puzzole e altri).[14] Il baculum è di solito più lungo nei Caniformia che nei Feliformia.[10]
- Ordine dei Chiroptera (pipistrelli).

È assente in uomini, ungulati, elefanti, monotremi (ornitorinco ed echidna), marsupiali, lagomorfi, iene, sirenia , cetacei (balene, delfini, focene) ed altri.
L'ampia distribuzione dell'osso penico suggerisce che si sia evoluto presto nei mammiferi placentati e che successivamente sia andato perduto in alcuni gruppi. Tra i primati, le marmose, che pesano circa 500 g, hanno un baculum che misura intorno ai 2 millimetri, mentre quello dei galago, che pesano solo 63 g, misura 13 millimetri. Le grandi scimmie, nonostante le loro dimensioni, tendono ad avere piccole ossa peniche, mentre gli esseri umani sono gli unici che le hanno perse del tutto.
In alcune specie di mammiferi, come il procione (Procyon lotor), il baculum può essere utilizzato per determinare l'età relativa: i maschi giovani presentano la punta dell'osso costituita da cartilagine non calcificata, con una base porosa, massa inferiore ai 1,2 grammi, e di misura inferiore a 90 millimetri.

## Assenza negli umani
A differenza di altri primati, gli esseri umani non hanno l'osso penico e l'osso clitorideo; tuttavia, quest'osso è di dimensioni molto ridotte anche tra le grandi scimmie: in molte specie è una struttura relativamente insignificante di 10–20 mm. Sono stati registrati casi di ossificazione del pene umano conseguenti a un trauma, e un caso di un osso penico congenito rimosso chirurgicamente da un bambino di cinque anni, che presentava anche altre anomalie dello sviluppo, tra le quali un'apertura nello scroto.  Clellan S. Ford e Frank A. Beach nel testo Patterns of Sexual Behavior (1953), a pagina 30 affermano che "Sia gorilla che scimpanzé possiedono l'osso penico. In quest'ultima specie l'osso penico si trova nella parte inferiore dell'organo e misura circa tre quarti di pollice in lunghezza."ossia 19,05 mm.
È stato ipotizzato che, nonostante sia presente in specie affini come gli scimpanzé, l'assenza dell'osso negli esseri umani sia dovuta "all'evoluzione di un sistema di accoppiamento in cui il maschio tende ad accoppiarsi con un'unica femmina per cercare di garantire la paternità dei suoi figli", cosa che consente frequenti accoppiamenti di breve durata. Le osservazioni effettuate suggeriscono che i primati dotati di osso penico incontrano le femmine di rado, e per questo tendono ad accoppiarsi per periodi più lunghi, grazie al baculum, in modo da massimizzare le possibilità di garantire la paternità della prole. Le femmine umane hanno inoltre l'ovulazione nascosta, che rende quasi impossibile stabilire quando la femmina è fertile, così sono necessari frequenti accoppiamenti per assicurare la paternità.
Il biologo evoluzionista Richard Dawkins ipotizzò nel 1989 che la perdita di tessuto osseo negli esseri umani è il risultato della selezione sessuale, che dà alle donne un segnale di buona salute dei potenziali compagni. Negli esseri umani, la rigidità dell'erezione è fornita interamente dalla pressione esercitata dal sangue nei corpi cavernosi: il fatto che il pene umano faccia affidamento esclusivamente a mezzi idraulici per raggiungere uno stato rigido lo rende particolarmente vulnerabile alle variazioni della pressione sanguigna. Una funzione erettile limitata può essere indice non solo di carenze nello stato fisico, dovute per esempio dal diabete o malattie neurologiche, ma anche di uno stato mentale compromesso da stress e depressione.
Un terzo punto di vista è che la perdita del baculum negli esseri umani è stato un effetto collaterale della neotenia; a supporto della tesi si fa notare che i feti degli scimpanzé in fase avanzata non hanno il baculum.

## Significato culturale
L'esistenza del baculum è nota alle culture tradizionali dei pastori e dei cacciatori-raccoglitori.
Si è sostenuto che il termine "costola" nel racconto biblico ebraico di Adamo ed Eva sia in realtà un'errata traduzione di un eufemismo per baculum, e che la sua rimozione da Adamo nel Libro della Genesi sia un mito atto a spiegare l'assenza dell'osso negli esseri umani (nonché la presenza del rafe perineale, che sarebbe citato nel racconto come "cicatrice").

### Oosik

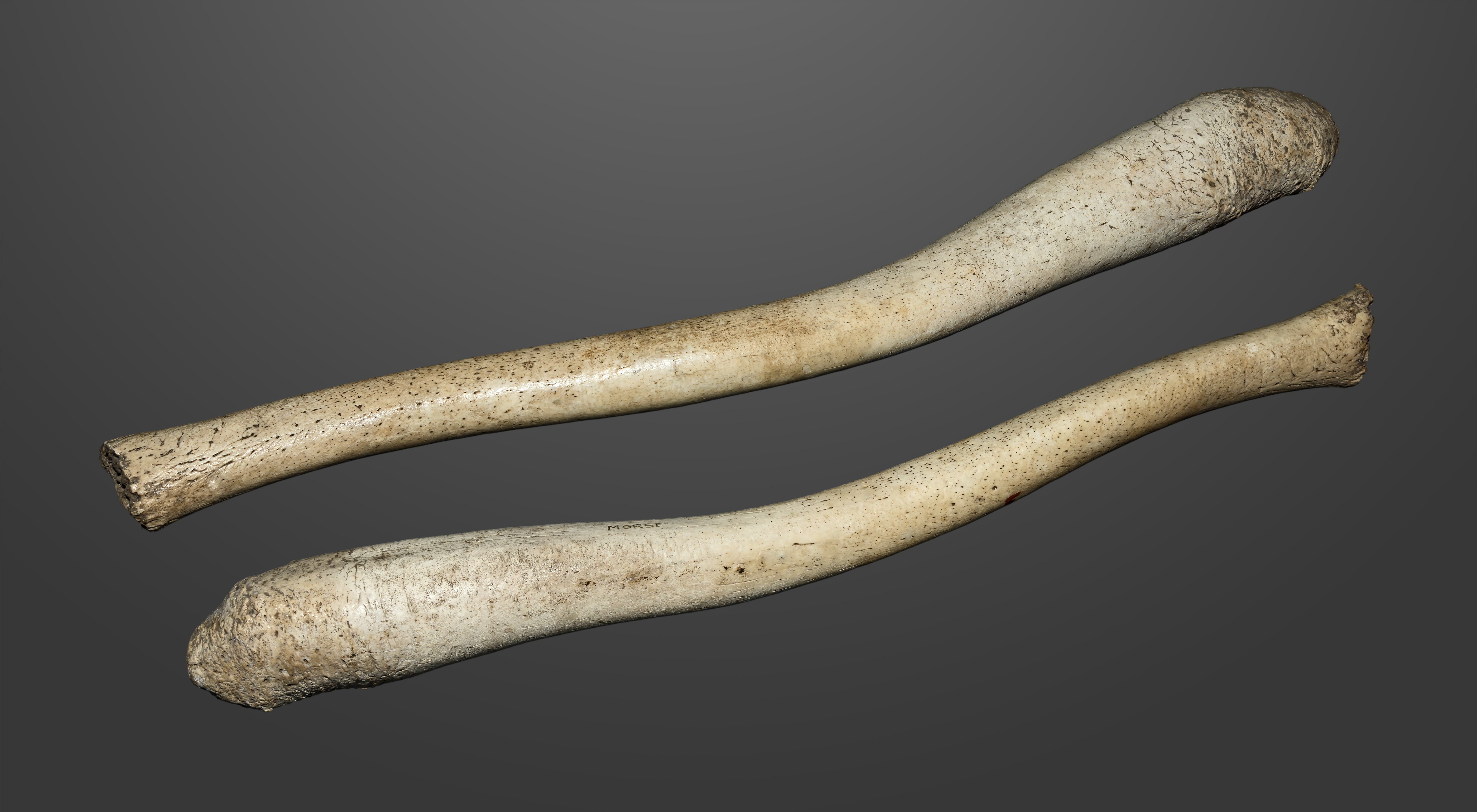
Baculum di tricheco lungo circa 59 centimetri.

Oosik  è un termine usato dai nativi dell'Alaska per descrivere il  baculum  di foca, tricheco, leone marino e orso polare.  Il baculum di questi grandi carnivori settentrionali viene lucidato e talvolta scolpito per essere rivenduto ai turisti. I baculum fossili lunghi circa 60 cm vengono lucidati e usati come manici per coltelli e altri utensili. Nel 2007 un osso penico fossile lungo 60 cm derivato da una specie estinta di tricheco, ritenuto dal venditore il più grande esistente, è stato venduto per ottomila dollari.